# Badminton ai XXI Giochi del Commonwealth
Le competizioni di badminton ai XXI Giochi del Commonwealth si svolgeranno dal 5 al 15 aprile 2018.

## Medagliere
| Posiz. | Nazione     | Oro | Argento | Bronzo | Totale |
| ------ | ----------- | --- | ------- | ------ | ------ |
| 1      | India       | 2   | 3       | 1      | 6      |
| 2      | Inghilterra | 2   | 2       | 2      | 6      |
| 3      | Malaysia    | 2   | 1       | 2      | 5      |
| 4      | Scozia      | 0   | 0       | 1      | 1      |
| Totale | Totale      | 6   | 6       | 6      | 18     |

## Podi

### Maschile
| Evento      | Oro                          | Argento                               | Bronzo                   |
| Individuale | Lee Chong Wei                | Srikanth Kidambi                      | Rajiv Ouseph             |
| Doppio      | Marcus Ellis Chris Langridge | Satwiksairaj Rankireddy Chirag Shetty | Goh V Shem Tan Wee Kiong |

### Femminile
| Evento      | Oro                      | Argento                   | Bronzo                          |
| Individuale | Saina Nehwal             | P. V. Sindhu              | Kirsty Gilmour                  |
| Doppio      | Chow Mei Kuan Vivian Hoo | Lauren Smith Sarah Walker | Ashwini Ponnappa N. Sikki Reddy |

### Misto
| Evento         | Oro                           | Argento                   | Bronzo                      |
| Doppio         | Chris Adcock Gabrielle Adcock | Marcus Ellis Lauren Smith | Chan Peng Soon Goh Liu Ying |
| Gara a squadre | India                         | Malaysia                  | Inghilterra                 |